# HMS Dreadnought

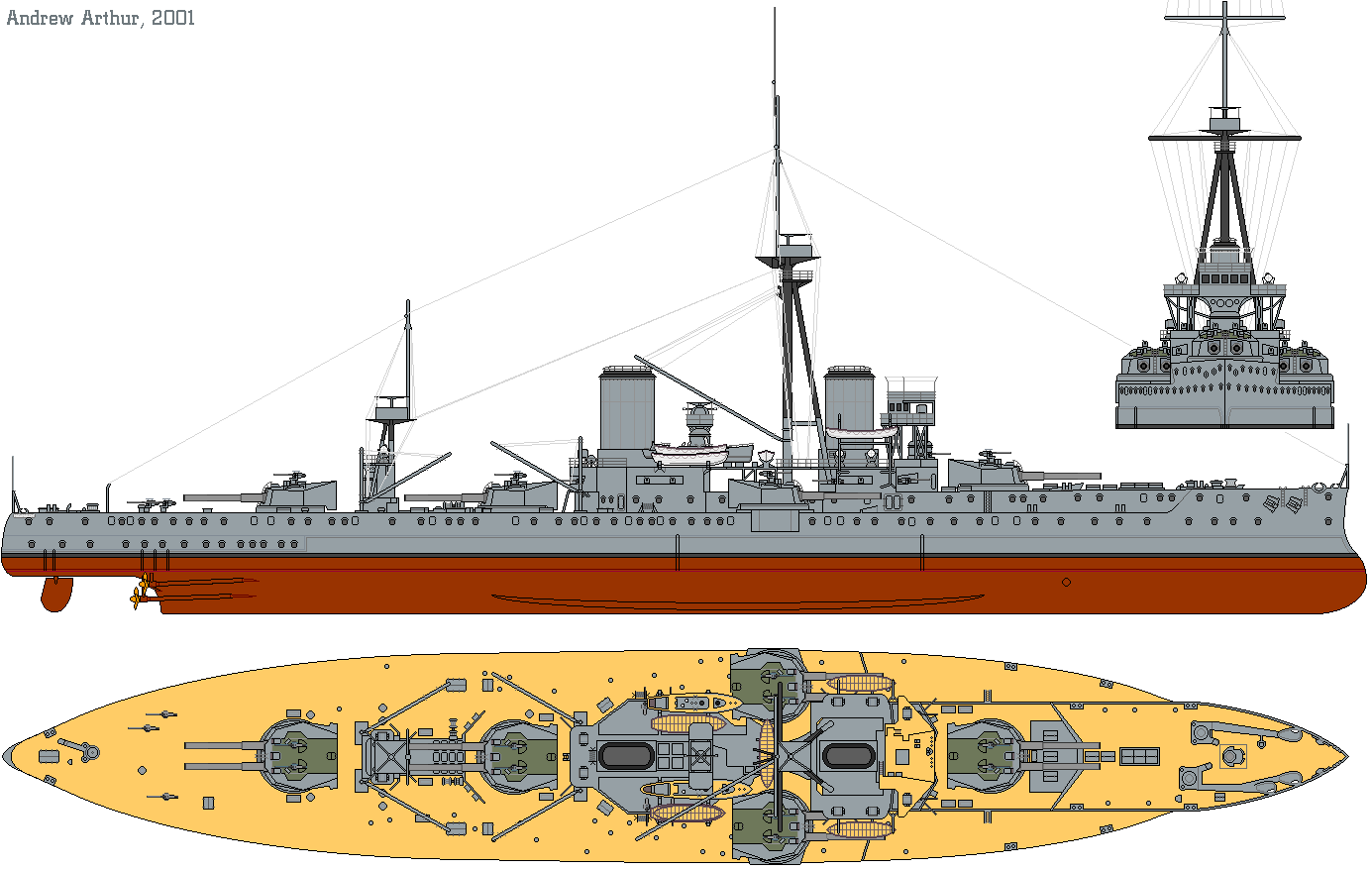
Desen 3D

HMS Dreadnought a fost un cuirasat britanic al Marinei Regale Britanice (Royal Navy), care a revoluționat construcția navelor din această clasă. A intrat în serviciu în 1906, într-un moment în care a reprezentat un pas înainte în tehnologia navală atât de mare, încât a fost asociat cu o întreagă generație de nave. Tot el a dat și numele clasei.

## Caracteristici
Amiralul John Fisher – creditat a fi părintele cuirasatului Dreadnought, a intenționat și a realizat cu succes ca acest cuirasat să fie semnificativ mai rapid decât toate navele cu putere de foc asemănătoare, iar în privința puterii de foc să depășească cu mult orice navă care are o viteză comparabilă cu Dreadnought.
Nava prezenta la momentul respectiv mai multe inovații atât în ceea ce privește armamentul, cât și a propulsiei:
- Propulsia vasului se realiza cu turbine cu aburi Parsons în loc de motoare cu abur cu pistoane, astfel că viteza navei întrecea semnificativ viteza celor construite anterior. Alt avantaj al turbinelor cu aburi era faptul că au făcut posibilă reducerea înălțimii corpului vasului, care oferea astfel o țintă mai mică focului inamic.
- Îmbunătățirea principală în privința armelor era reprezentată de creșterea numărul tunurilor de mare calibru: dacă înainte la bord erau 4 tunuri grele, la Dreadnought erau 10 tunuri grele montate în 5 turnuri. Numărul tunurilor de mare calibru a fost însă mărit în dezavantajul tunurilor de calibru mai mic și al blindajului.

## Premise

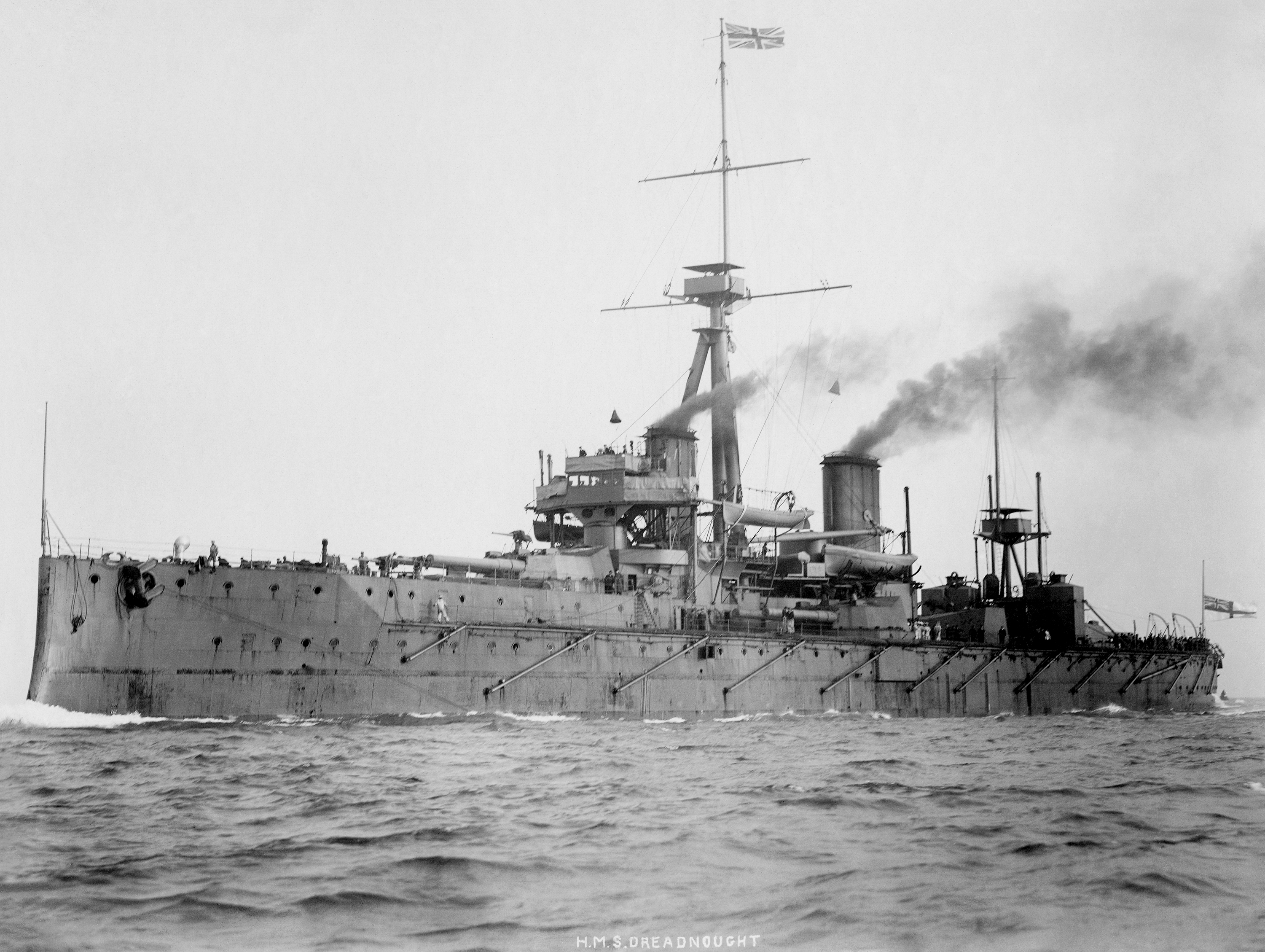
HMS Dreadnought în 1906

După publicarea cărții lui Alfred Thayer Mahan intitulată The Influence of Sea Power upon History, 1660–1783, în construcția cuirasatelor a început o cursă a înarmărilor la nivel mondial. Această cursă a înarmărilor a culminat în bătălia decisivă din Strâmtoarea Tsushima în 1905; rezultatul bătăliei influențând în mod semnificativ  proiectarea navei HMS Dreadnought.
Odată cu HMS Dreadnought s-a stabilit un nou standard, nava respectivă „declasând toate tipurile anterioare  de cuirasate”, motiv pentru care acestea din urmă au primit ulterior denumirea de nave pre-dreadnought. Lansarea sa la apă în anul 1906 a reprezentat într-adevăr un salt de concepție în ceea ce privește cuirasatele, dar a și declanșat o cursă a înarmărilor pe scară largă, fiind de aceea considerat că ar fi fost o cauză indirectă de declanșare a Primului Război Mondial.
Dreadnought nu a participat la la niciuna dintre bătălii navale în Primul Război Mondial, a fost recondiționat în timpul Bătăliei Iutlandei în 1916. Aceasta a fost singura dată când un cuirasat britanic din clasa dreadnought a tras foc împotriva unui adversar german în timpul războiului. A devenit singurul cuirasat care a scufundat un submarin, atunci când în 1915 a lovit submarinul german SM U-29, atunci când acesta a apărut pe neașteptate la suprafață după ce a lansat o torpilă asupra altui cuirasat.
După Bătălia Iutlandei a primit sarcina de apărare a coastelor Canalul Mânecii, s-a alăturat Grand Fleet-ului doar în 1918. A fost trimis în rezervă în 1919 apoi dezmembrat și vândut la fier vechi doi ani mai târziu.

## Geneza și dezvoltarea cuirasatuluiHMS Dreadnought
Evoluțiile tehnologice ale artileriei de la sfârșitul anilor 1890 și începutul anilor 1900, sub conducerea lui Percy Scott în Anglia și de către William Sims în Statele Unite, au împins raza de purtare a bătăliilor navale la o distanță fără precedent de 5.500 m, o distanță suficient de mare, pentru a determina artileriștii să aștepte până când proiectilele ajung la țintă, înainte de a aplica corecții pentru următoarea salvă. O problemă legată de aceste corecții a fost că stropii de la proiectilele provenite de la tunuri mai mici aveau tendința de a acoperi cu stropii lor stropii tunurilor de mare calibru (adică locul de impact al proiectilelor). Fie tunurile de calibru mic trebuiau să oprească focul, așteptând ca proiectilele de la tunurile cu calibrul mai mare să cadă, astfel pierzându-se avantajul cadenței mai mari ale tunurilor cu calibrul mai mic, fie să tragă cu tunuri de toate calibrele, dar atunci corecțiile nu se puteau face corespunzător, făcând astfel tragerea imprecisă. 

O altă problemă a fost că torpilele cu rază lungă de acțiune era de așteptat să fie în curând puse în serviciu, acestea descurajând navele să se apropie unele de altele, astfel folosindu-se de avantajul cadenței mari a tunurilor cu calibru mai mic. Menținerea distanței mari între nave evita în general amenințarea din partea torpilelor și consolida și mai mult nevoia de tunuri grele, și toate cu același calibru pentru a reduce neplăcerile provocate de folosirea mai multor tipuri de muniție. 

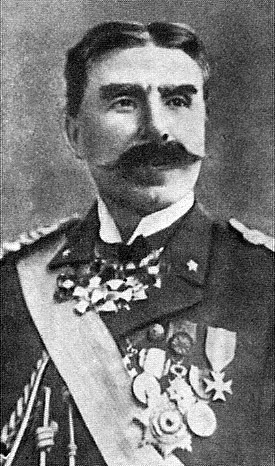
Vittorio Cuniberti

În 1903, proiectantul naval italian Vittorio Cuniberti a formulat pentru prima dată conceptul unui cuirasat, având toate tunurile de mare calibru. Deoarece Marina italiană nu a pus în aplicare ideile sale, Cuniberti a scris un articol în Jane's Fighting Ships, pledând în favoarea conceptului său. El a propus un viitor cuirasat britanic „ideal" de 17.000 de tone, cu armamentul principal format dintr-o duzină de tunuri de 12 țoli, dispuse în opt turele, cuirasă(blindaj) de 12 țoli, și o viteză de 44 km/h (24 de noduri).
Royal Navy (RN), Marina Imperială Japoneză și United States Navy (Marina Statelor Unite) au recunoscut toate aceste probleme înainte de 1905. Royal Navy a modificat proiectul cuirasatelor din clasa Lord Nelson, propunând, ca în loc să se monteze ca armament secundar tunuri de 234 mm (9,2 țoli), care aveau o bătaie mai lungă decât tunurile de 152 mm (6 țoli) de pe navele mai vechi, să înarmeze această clasă de cuirasate doar cu tunuri de 12 țoli, idee care a fost respinsă.

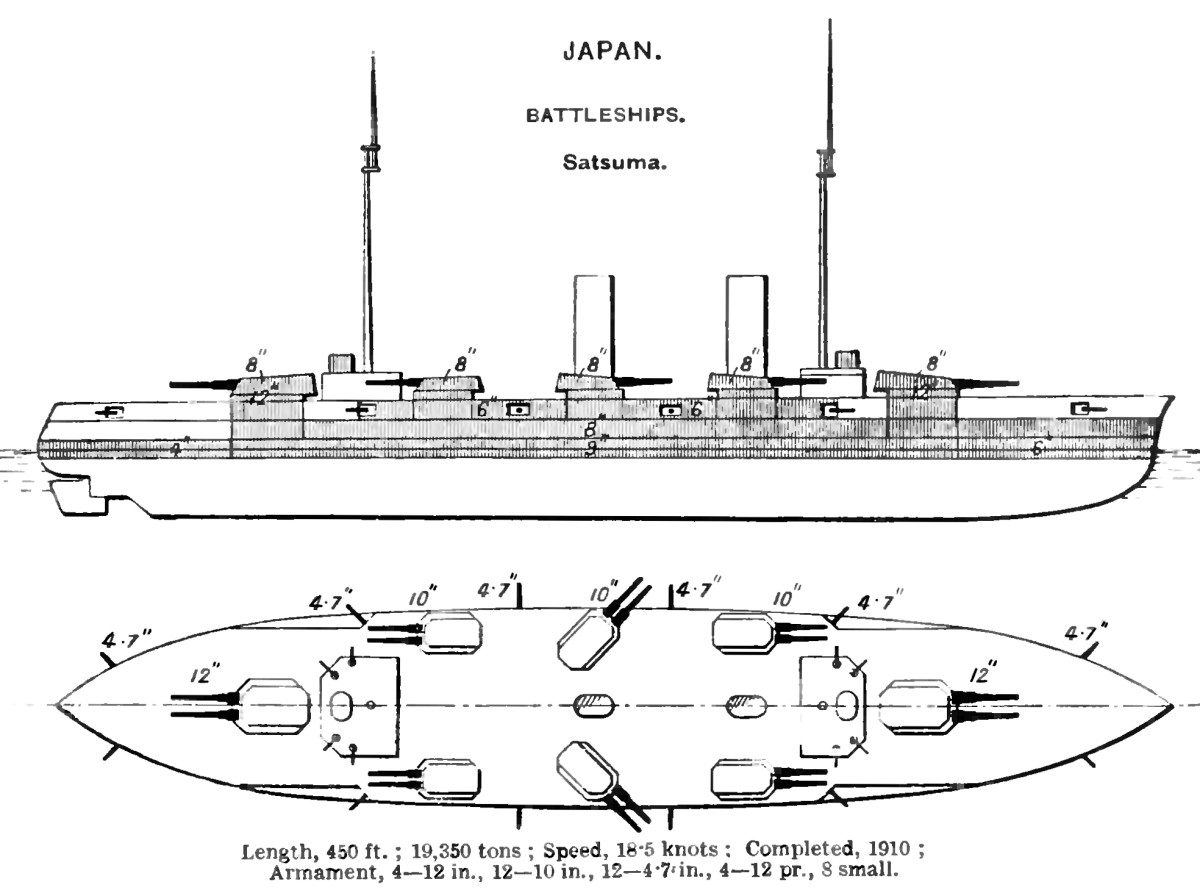
Semi-dreadnought-ul Satsuma

Cuirasatul japonez Satsuma a fost lansat la apă în noiembrie 1906, având toate tunurile de mare calibru, cu cinci luni înainte de HMS Dreadnought, deși lipsa momentană a tunurilor a permis fie echipat doar cu patru tunuri de 12 inch.  Americanii au început lucrările de proiectare al unui cuirasat numai cu tunuri mari aproximativ în același timp, în 1904, dar progresul a fost încet și cele două cuirasate din ’’clasa Carolina de Sud’’   nu au fost comandate până în martie 1906, la cinci luni după ce ’’HMS Dreadnought’’ a fost terminat, și cu o lună după ce a fost lansat la apă.

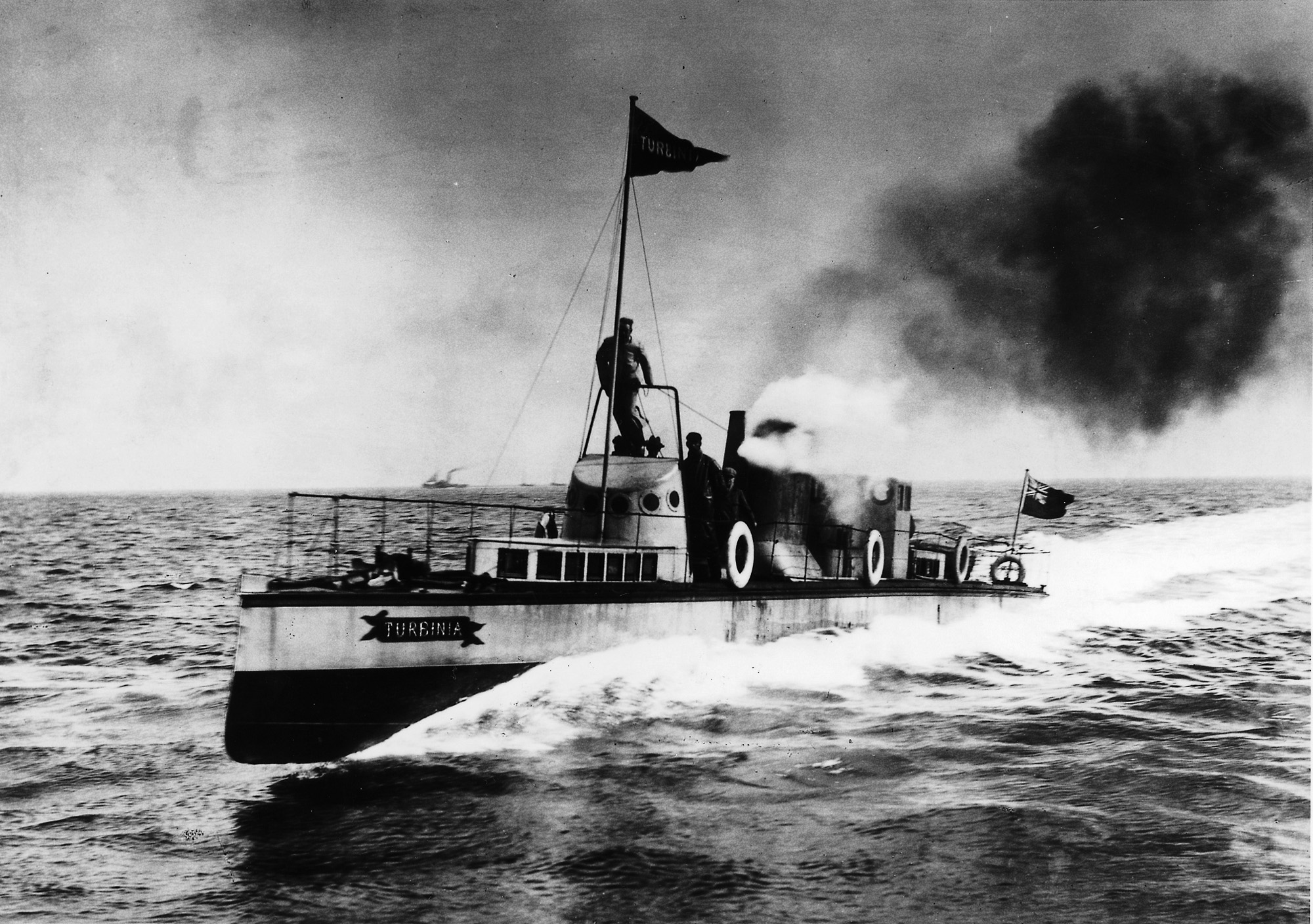
Prima navă propulsată cu turbină: Turbinia

Inventarea turbinei cu abur în 1884 de către Charles Algernon Parsons a condus la o creștere semnificativă a vitezei navelor, dovedită prin demonstrația neautorizată, dramatică a navei cu abur Turbinia cu o viteză de până la 63 km/h (34 noduri), în 1897. După încercări ulterioare la două distrugătoare, la care s-au montat turbine cu aburi, HMS Viper și HMS Cobra, împreună având experiențele pozitive și ale experiențelor similare ale multor nave mai mici de pasageri, care foloseau turbine, HMS Dreadnought a fost comandat să fie echipat cu turbine.
Bătălia din Marea Galbenă și Bătălia din Strâmtoarea Tsushima au fost analizate de Comitetul  Fisher, căpitanul William Pakenham declarând, că „tunurile de 12 țoli ale ambelor părți au demonstrat o putere și precizie, pe lângă care prestația tunurilor de 10 țoli a trecut neobservată. Amiralul John Arbuthnot Fisher a solicitat de la comitetul său să confirme, să cizeleze și să pună în aplicare ideile sale cu privire la o navă de război să dispună atât de viteză mare cât și de tunuri de mare calibru, respectiv viteză de  39 km/h (21 noduri) și tunuri de 12 țoli, subliniind că în Bătălia din Strâmtoarea Tsushima amiralul Tōgō Heihachirō a fost în măsură să bareze "T"-ul rusesc, datorită vitezei superioare ale navelor japoneze.  Salvele cu proiectile cu o rază lungă în timpul Bătăliei de la Marea Galbenă, cu toate că nu a fost experimentate de nicio marină înainte de luptă, părea să confirme de ceea ce Royal Navy era deja convinsă.

### Dezvoltarea cuirasatului Dreadnought

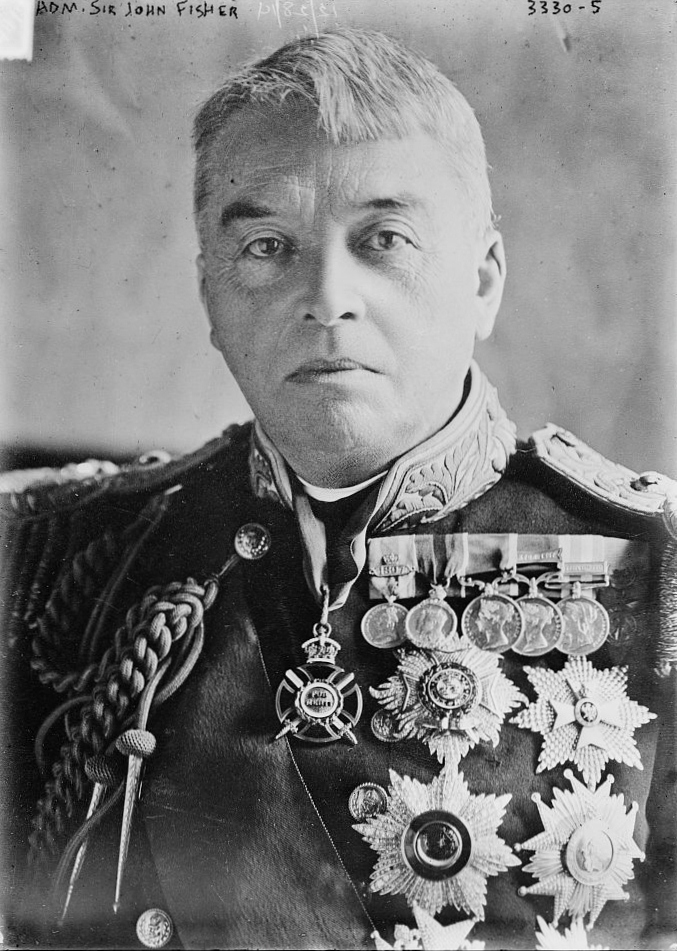
Amiralul John Arbuthnot Fisher

La începutul anilor 1900, amiralul Fisher a propus mai multe modele de cuirasate cu  armament uniform la, și la începutul anului 1904 el a adunat un grup neoficial de consilieri care să-l ajute în a decide care ar caracteristicile ideale ale unui cuirasat modern. După ce a fost numit Prim Lord al Amiralității pe 21 octombrie 1904, el a înaintat spre aprobare a Consiliului Amiralității o decizie cu privire la armarea următoare cuirasate cu tunuri de 12 țoli și care vor avea o viteza de peste 39 km/h (21 de noduri). În ianuarie 1905, el a convocat o „Comisie de proiectare", inclusiv mulți membri ai grupului său neoficial, pentru a evalua diferitele propuneri de proiectare și de a ajuta în procesul de proiectare în detaliu. Fisher a numit personal toți membrii comisiei iar el a fost președinte comisiei.

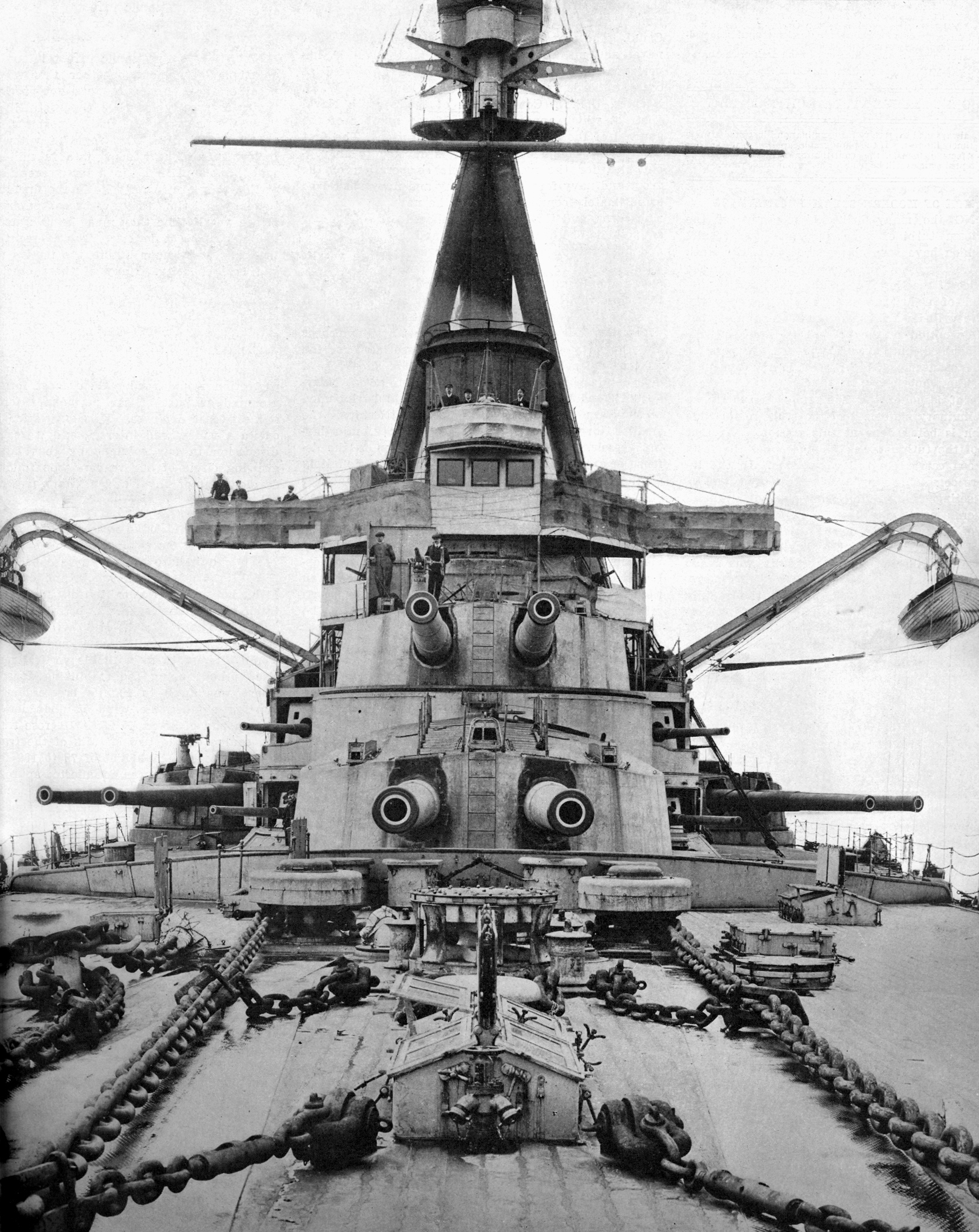
Suprapoziționarea turelelor-respinsă de Comisie

Comisia a decis cu privire la armamentul principal, respingând orice aranjament de suprapoziționare a turelelor din cauza îngrijorării cu privire la efectele suflului de la gura țevii asupra acoperișului turelei aflate dedesubt, iar în  18 ianuarie 1905 a ales propulsie cu turbine în loc de motoare cu piston pentru a ușura nava cu un deplasament de 1.100. Înainte de desființarea sa la 22 februarie, comisia a decis cu privire la o serie de alte aspecte, inclusiv numărul de arbori (au fost luate în considerare ca fiind necesare până la șase), dimensiunea armamentului împotriva navelor torpiloare, cel mai important fiind să adauge pereți longitudinali pentru a proteja magaziile de muniție de explozii subacvatice. Acest lucru a fost considerat necesar după cuirasatul rus Țesarevici s-a considerat că ar fi supraviețuit unei torpile japoneze în timpul Războiului ruso-japonez mulțumită pereților de compartimentare interne groase. Pentru a evita creșterea deplasamentului navei, grosimea cuirasei de centură de la linia de plutire a fost redusă cu 1 țol (25 mm).

## Prezentare generală
Dreadnought a fost semnificativ mai mare decât cele două nave ale clasei Lord Nelson, care erau în construcție în aceeași perioadă. El a avut o lungime totală de 160,6 m (527 de picioare), lățime de 25,0 m, precum și un pescaj de  9,0 m la sarcină mare. Avea un deplasament de 18.410 t la încărcătură normală și 21.060 t la încărcătură mare, cu aproape 3.000 t, mai mult decât navele anterioare. Avea o înălțime metacentrică  de 1,7 m, la o încărcătură mare și fund dublu complet.

## Armament

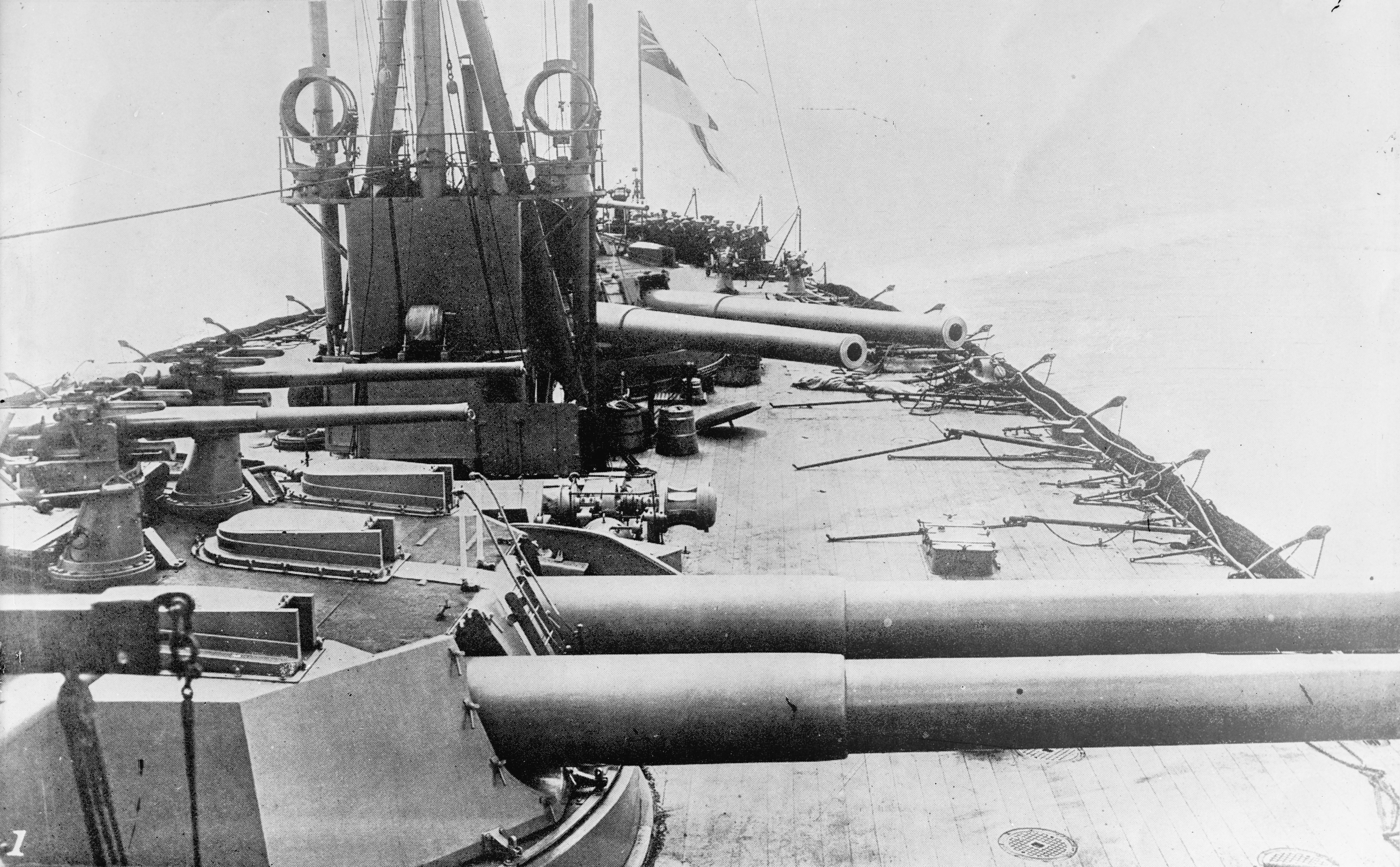
Tunuri de 305 mm și 75 mm pe Dreadnought

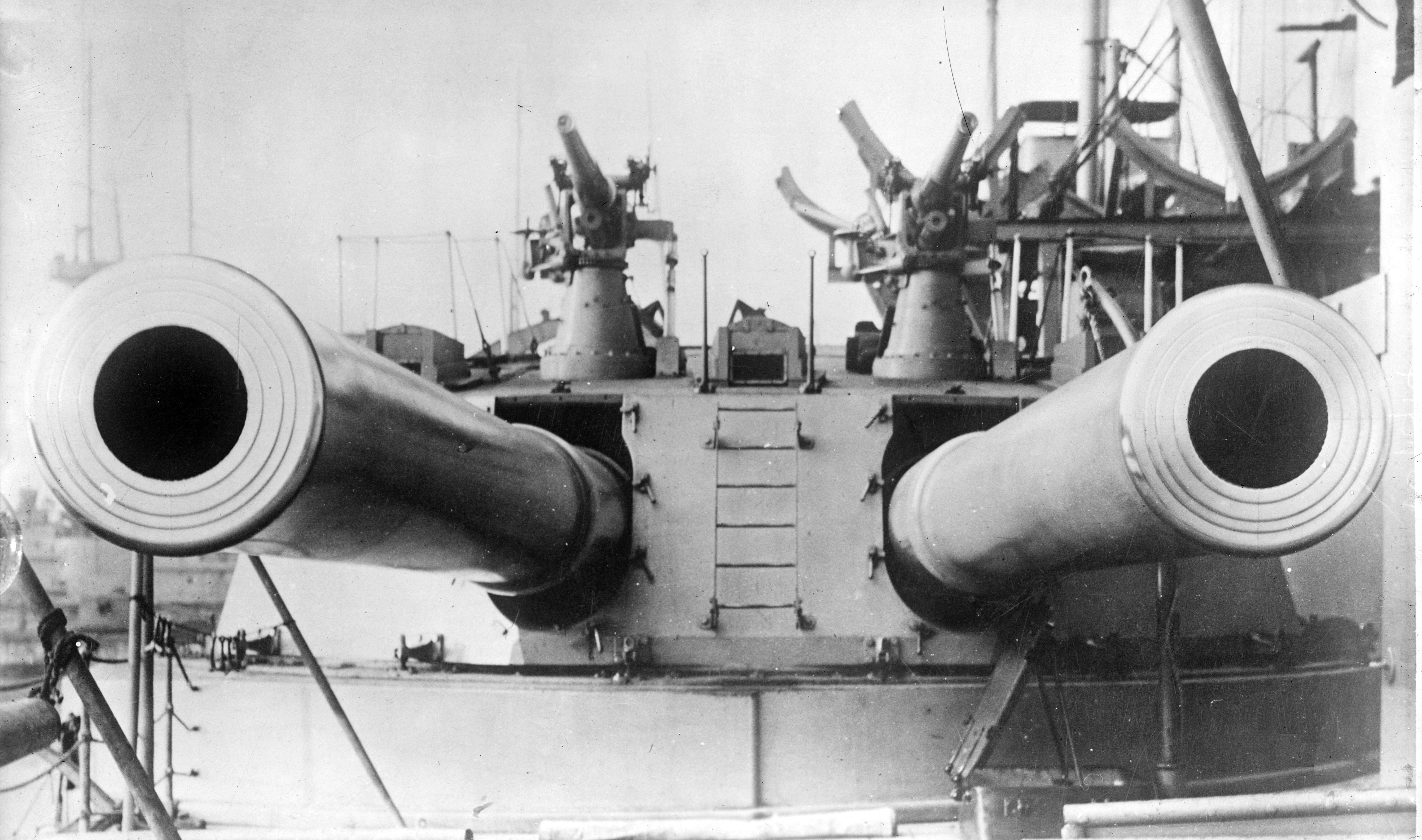
Turelă cu două tunuri BL Mark X de 305 mm (12 țoli)

### Armamentul primar
Dreadnought avea montate tunuri navale BL Mark X de 305 mm (12 țoli) în cinci turele, care adăposteau câte două tunuri navale fiecare. Trei turele au fost amplasate convențional de-a lungul liniei mediane a navei, cu turela ('A') înainte și două turele la pupa ('X' și 'Y' ), acestea din urmă separate de turnul de control al torpilelor situat pe un catarg trepied scurt. Două turele ('P' și 'Q') au fost plasate la babord și tribord. Dreadnought putea trage cu opt tunuri în unghi de 60° înainte în direcția prorei și 50° în direcția pupei. În afara acestor limite de unghi, el putea trage cu șase tunuri dinspre pupa și cu patru dinspre prova. Tunurile puteau fi lăsate jos la -3° și ridicate la +13,5°, în timpul Primului Război Mondial turelele fiind modificate pentru a permite o elevație de 16°.
Tunurile trăgeau cu proiectile de 390 kg, la o viteză la gura țevii de 831 m/s; la o elevație de 13,5°, cu proiectile perforante, aceasta oferea o distanță de tragere de până la 16.450 m. 
La o elevație de 16°, bătaia tunurilor a fost extinsă până la 18.686 m folosind proiectile mai aerodinamice, dar puțin mai grele. Cadența acestor tunuri era de două lovituri pe minut. Fiecare tun avea câte 80 de lovituri (proiectile).

### Armamentul secundar

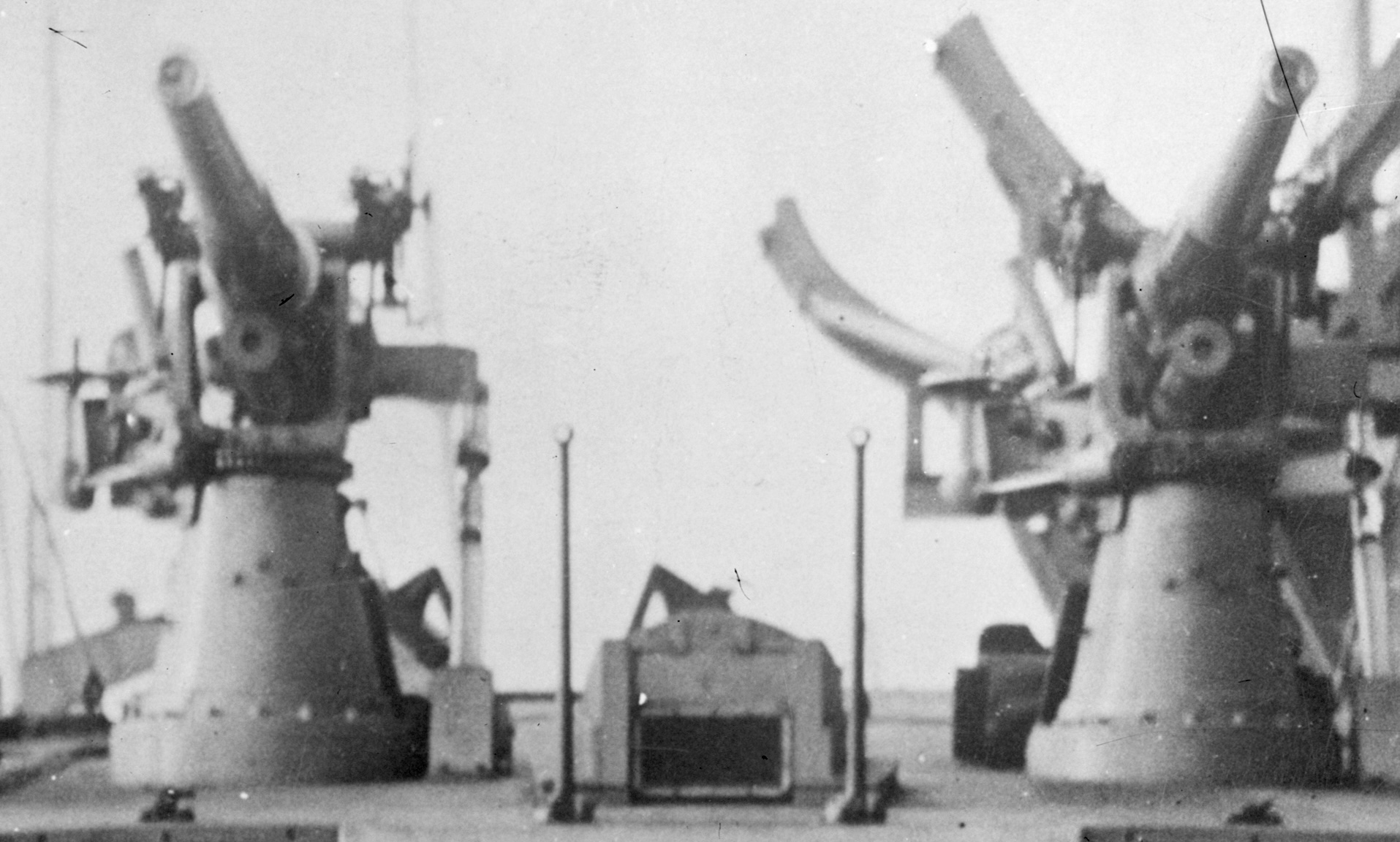
Tunuri de 76mm

Armamentul secundar a constat în 27 tunuri de  76 mm (3 țoli) plasate în suprastructură și pe turele. Aceste tunuri mai mici puteau fi coborâte până la -10° și se puteau ridica până la + 20°. Aceste tunuri de 76mm puteau trage cu proiectile de 5,7 kg, cu o viteză la gura țevii de 790 m/s, ceea ce permitea o bătaie de 8.500 m. Cadența acestor tunuri era de 15 lovituri pe minut. Nava avea 300 proiectile pentru fiecare dintre aceste tunuri.